# Heure de pointe

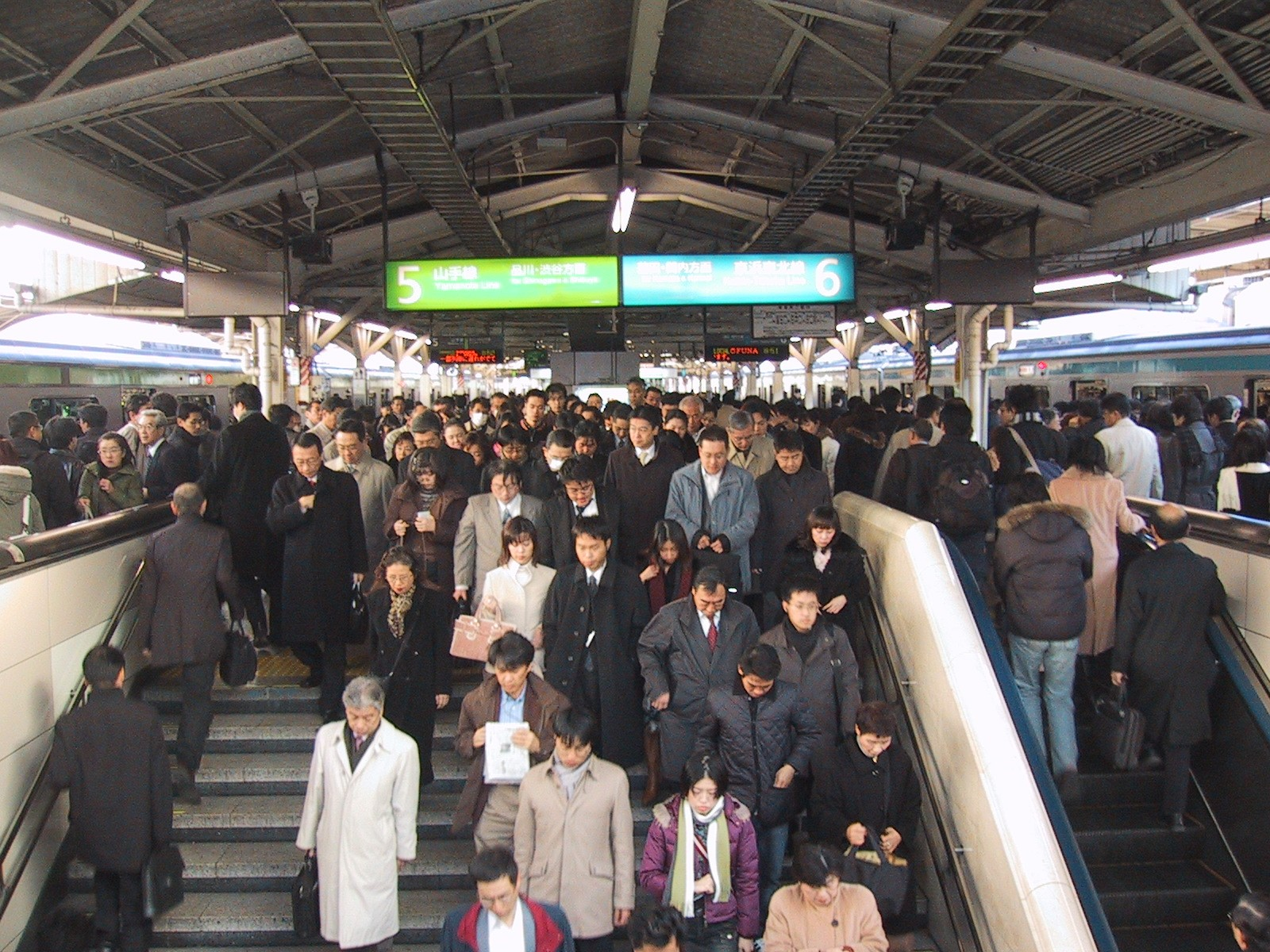
Heure d'affluence à Tokyo (ligne Yamanote)

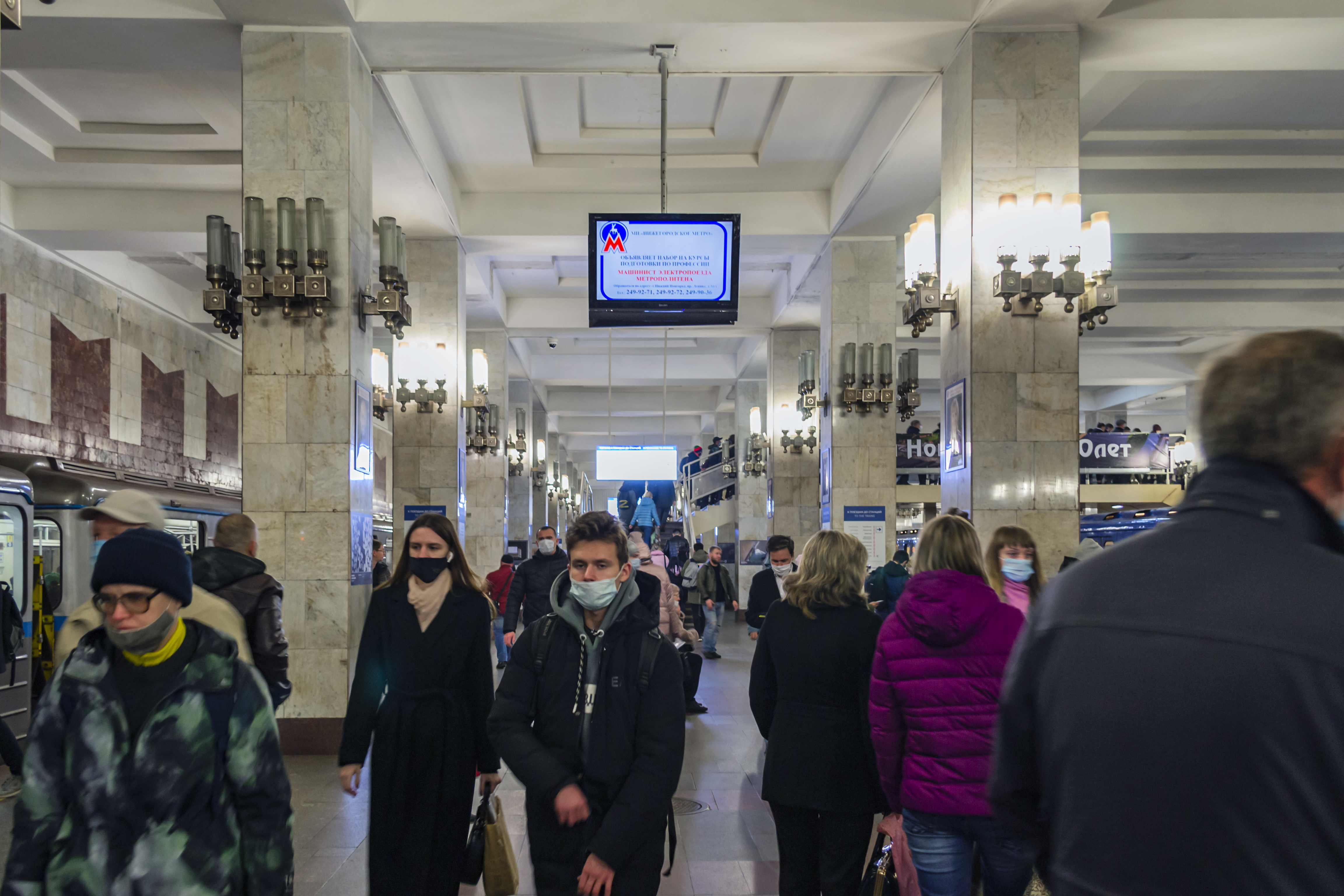
Plates-formes bondées dans la station de métro de Nijni Novgorod Moskovskaïa

Pour les articles homonymes, voir Rush hour.
L'heure de pointe est la période de la journée pendant laquelle un trafic est le plus important. Il peut s'agir d'un nombre important de voyageurs dans une gare par exemple, d'un grand nombre de véhicules sur la route ou de la période où la consommation d'électricité est la plus forte. On parle aussi de pic.
Ces périodes correspondent en général au moment où la majorité des personnes actives se rendent à leur lieu de travail (généralement entre 6 et 9 heures, on parle alors « d'heure de pointe du matin ») puis lorsqu'ils rentrent à leur domicile (entre 17 et 20 heures, on parle alors « d'heure de pointe du soir »).
De même, dans les autres secteurs économiques utilisant des réseaux (électricité, gaz, eau, télécommunications, etc.), existent des périodes de pointe où la demande s'approche de la capacité maximale de production ou de transit des réseaux concernés.

## Dimensionnement des infrastructures
La plupart du temps, c'est sur cette base des flux de trafic que les gestionnaires des infrastructures de transport, tant pour les routes que pour les réseaux de transport en commun, dimensionnent celles-ci. Afin d'éviter un déséquilibre trop important entre l'heure de pointe et le reste de la journée, se traduisant par des coûts d'investissement élevés et une sous-utilisation de l'infrastructure pendant les périodes creuses, une stratégie élémentaire consiste à inciter les utilisateurs qui le peuvent à faire usage de ces infrastructures aux autres périodes. Ainsi, différents réseaux de transport en commun proposent des tarifs réduits en dehors des heures de pointe, tandis que certaines villes ayant introduit un péage urbain chargent un prix différent selon l'heure de la journée.
Il en va de même pour les réseaux d'autres secteurs : ces réseaux doivent être dimensionnés sur la base des débits observés pendant les heures de pointe. Ainsi, pour l'électricité, le parc de centrales électriques doit avoir une puissance suffisante pour couvrir la demande à la pointe du jour le plus chargé de l'année (en général, vers 19 h un jour de semaine pendant la période la plus froide de l'hiver), même dans le cas où la centrale la plus puissante serait indisponible à ce moment-là. Cela implique un suréquipement très coûteux qui peut être minoré par différentes stratégies  : création de dispositifs de stockage (barrages) ou de transfert (station de transfert d'énergie par pompage), contrats d'effacement à la pointe avec de gros utilisateurs (industriels) susceptibles d'interrompre leur activité pendant les périodes de pointe, mise en place de systèmes d'effacement diffus chez les clients de taille plus réduite, importations depuis l'étranger, etc.